# فرودگاه پارامونت بیسچو
فرودگاه پارامونت بیسچو (به انگلیسی: Paramount Bistcho Airport) یک فرودگاه خصوصی است که یک باند فرود شن دارد و طول باند آن ۱۴۱۶ متر است. این فرودگاه در کشور کانادا قرار دارد و در ارتفاع ۶۰۰ متری از سطح دریا واقع شده است.